# Палетний стелаж

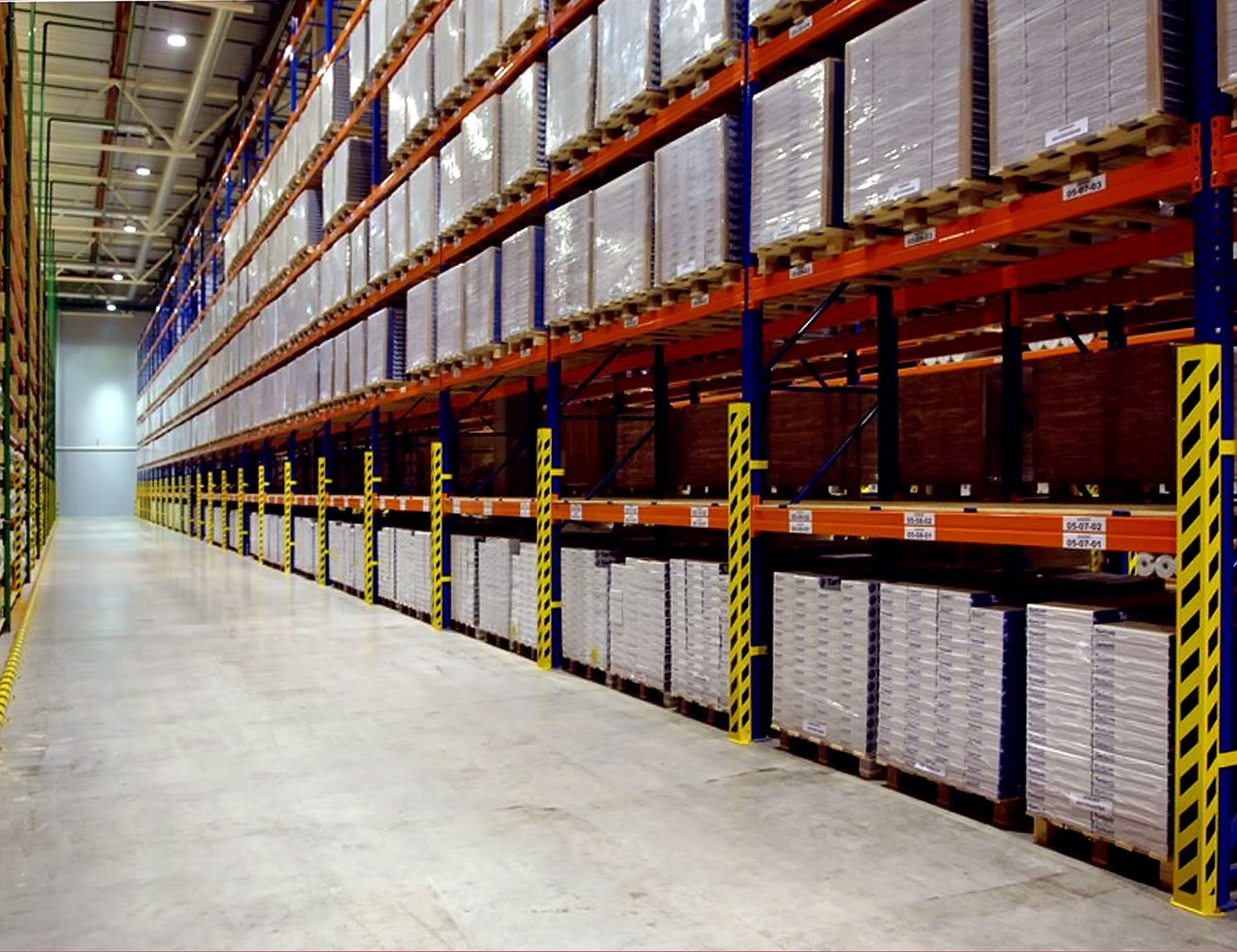

Палетний стелаж — це найбільш поширена конструкція для зберігання вантажів на паллетах. Така система зберігання надає безпосередній прямий доступ до кожного об'єкту складування.
Палетні стелажі поділяються на:
- палетні фронтальні стелажі;
- в'їзні стелажі (набивні, глибинні);
- гравітаційні стелажі;
- мобільні стелажі.

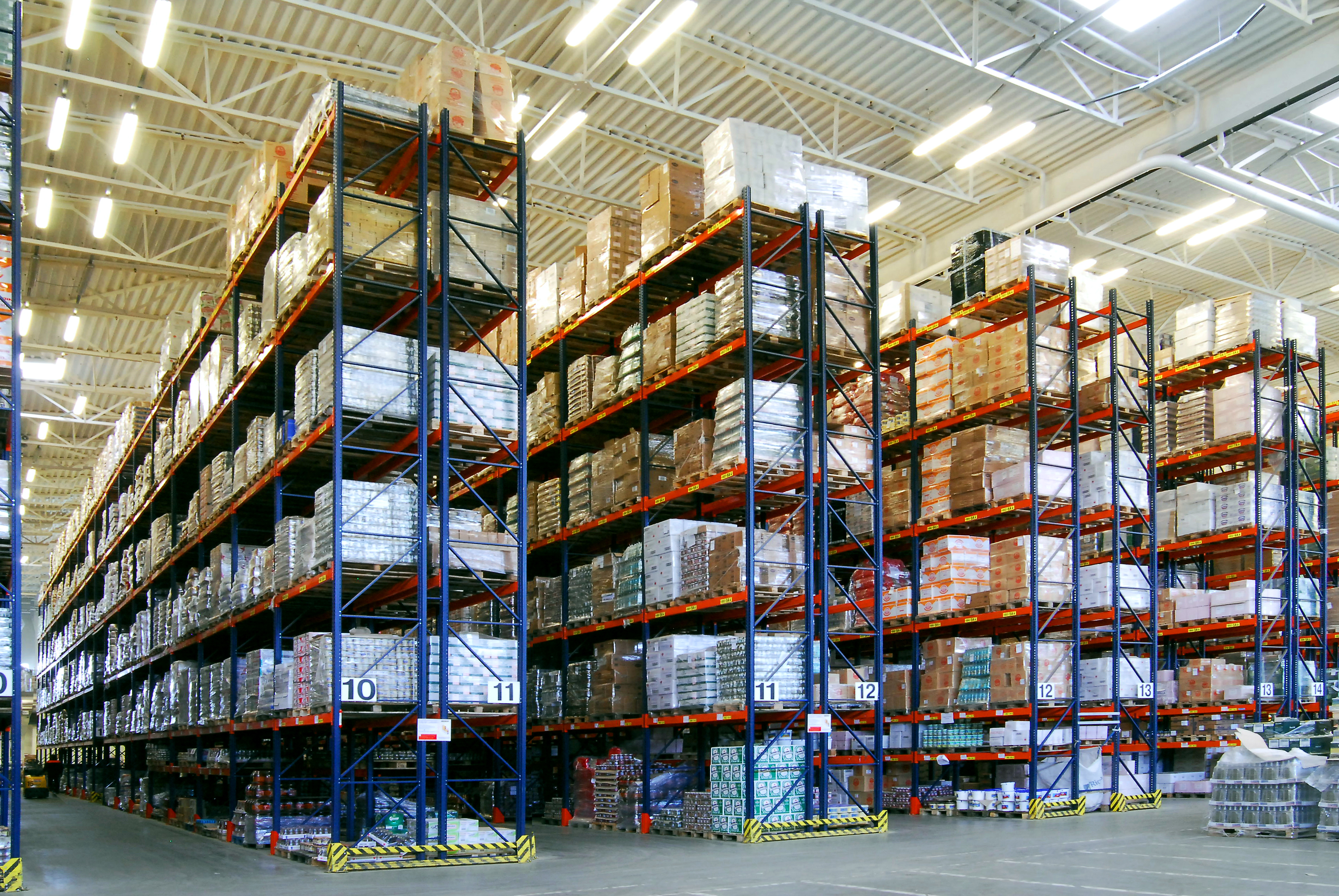
Фронтальний палетний стелаж

Палетні фронтальні стелажі можна розмістити в одну або дві лінії будь-якої довжини з необхідною кількістю ярусів. Конструкція палетних стелажів досить проста — збірно-розбірна система, яка складається з таких основних елементів: рами, балки горизонтальні і міжрамні з'єднання. Палетним стелажам притаманна широка адаптивність до складування різних об'єктів (палети всіх типів, ящики, бочки, рулони і т. д.) та ефективне використання площі та об'єму приміщення (на 40-50%), призначеного для складування. Порівняно з іншими стелажними системами, складське обладнання фронтального типу відрізняється низькими капітальними інвестиціями та операційними витратами. Фронтальні палетні стелажі використовуються для складування як однотипних, так і комбінованих вантажів, забезпечуючи легкий доступ до кожного виду продукції, не порушуючи систему зберігання.